# Zsófia Friderika bajor királyi hercegnő
Zsófia Friderika (ismert még mint Bajorországi Zsófia Friderika, németül: Sophie Friederike von Bayern, csehül: Žofie Frederika Bavorská, teljes nevén magyarul: Zsófia Friderika Dorottya Vilma; München, Bajor Választófejedelemség, 1805. január 27. – Bécs, Osztrák–Magyar Monarchia, 1872. május 28.), a Wittelsbach-házból származó bajor királyi hercegnő, I. Miksa bajor király és Badeni Karolina leánya, Mária Anna szász királyné ikertestvére, aki Habsburg–Lotaringiai Ferenc Károly főherceg hitveseként osztrák főhercegné, többek között I. Ferenc József osztrák császár és magyar király és I. Miksa mexikói császár édesanyja. A Csillagkeresztes Rend kitüntetett tagja.

## Élete

### Származása
Zsófia Friderika hercegnő édesapja IV. Miksa József bajor herceg, választófejedelem (1756–1825) volt, Frigyes Mihály pfalz-zweibrückeni uralkodó herceg (1724–1767) és Maria Franziska Dorothea von Pfalz-Sulzbach hercegnő (1724–1794) második fia, 1806-tól I. Miksa néven bajor király.
Édesanyja Miksa második felesége, az evangélikus vallású Karolina Friderika Vilma badeni hercegnő (1776–1841) volt, Károly Lajos badeni trónörökös herceg és Amália hessen–darmstadti hercegnő leánya, 1806. január 1-jétől az új Bajor Királyság királynéja. Apjának második házasságból nyolc gyermek született, de csak öten érték meg a felnőttkort: 
1. Erzsébet Ludovika hercegnő (1801–1873), aki 1823-ban IV. Frigyes Vilmos porosz királyhoz (1795–1861) ment feleségül.
2. Amália Auguszta hercegnő (1801–1877), aki 1822-ben I. János szász királyhoz (1801–1873) ment feleségül.
3. Mária Anna Leopoldina hercegnő (1805–1877), Zsófia Friderika hercegnő ikertestvére, aki 1833-ban II. Frigyes Ágost szász királyhoz (1797–1854) ment feleségül, Szászország királynéja lett.
4. Zsófia Friderika Dorottya hercegnő (1805–1872)
5. Mária Ludovika Vilma hercegnő (1808-1892), aki 1828-ban Miksa József bajor herceghez (Herzog Max Joseph in Bayern) (1808-1888) ment feleségül, az ő 1837-ben született leányuk lett Erzsébet császárné és királyné.
6. Maximiliana Jozefa hercegnő (1810–1821), gyermekként meghalt.

Édesapjának első házasságából, amelyet  Auguszta Vilma hessen–darmstadti hercegnővel (1765–1796), Georg Wilhelm von Hessen-Darmstadt herceg (1722–1782) és Maria Luise Albertine von Leiningen-Dagsburg-Falkenburg (1729–1818) grófnő leányával kötött, öt gyermeke született, Zsófia Friderika féltestvérei:
1. Lajos Károly Ágost herceg (1786–1868), 1825-től I. Lajos néven bajor király.
2. Auguszta Amália Ludovika hercegnő (1788–1851), aki Jozefina francia császárné első házasságából való fiához, Eugène de Beauharnais-hoz, az Itáliai Királyság francia alkirályához, Leuchtenberg hercegéhez ment férjhez.
3. Amália Mária Auguszta hercegnő (1790–1794), kisgyermekként meghalt.
4. Sarolta Auguszta Karolina hercegnő (1792–1873), akinek első férje I. Vilmos württembergi király, második férje I. Ferenc osztrák császár, magyar és cseh király lett.
5. Károly Tivadar Miksa herceg (1795–1875) tábornagy, aki a polgári származású Marie-Anne-Sophie Petin-nel (1796–1838) kötött rangon aluli házassága miatt elveszítette trónöröklési jogát.

### Házassága, gyermekei

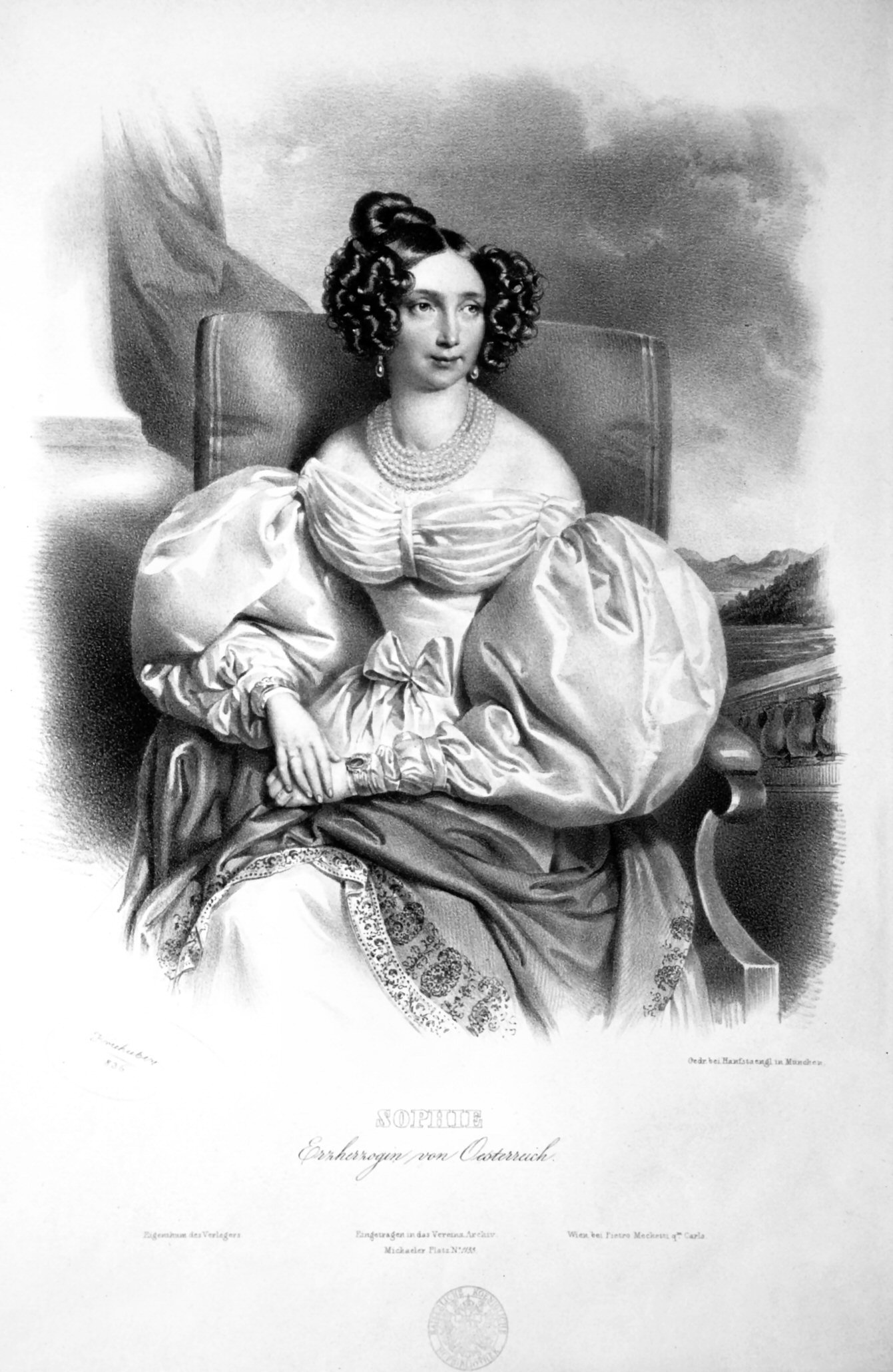
Zsófia főhercegné 1836-ban. Josef Kriehuber litográfiája

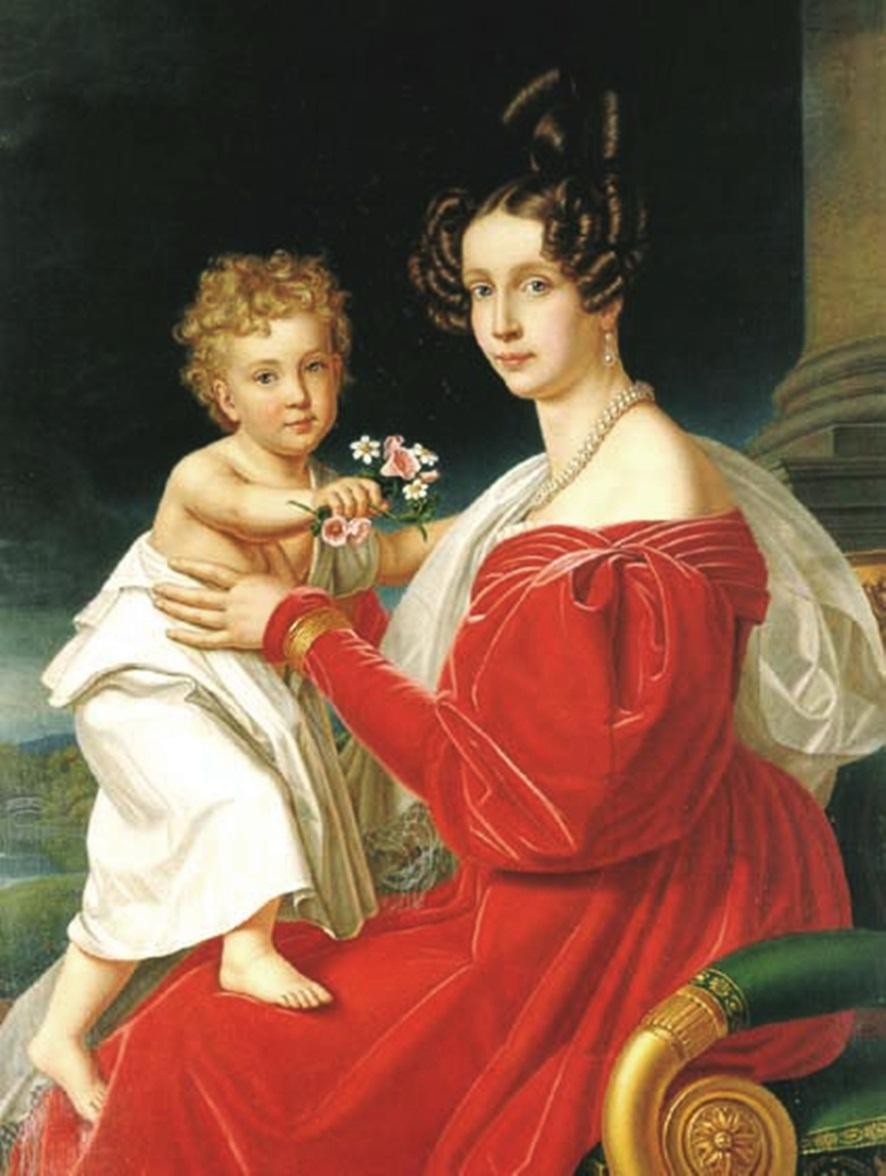
Kisfiával, Ferenc Józseffel

1824. november 4-én Zsófia királyi hercegnő Bécsben feleségül ment Ferenc Károly osztrák főherceghez (1802–1878), II. Ferenc német-római császár, magyar és cseh király (később I. Ferenc néven osztrák császár) egyik fiához. A házasságból 1 elhalt mellett 5 élő gyermek született, akik közül négyen érték meg a felnőttkort.
- Ferenc József főherceg (1830–1916), később osztrák császár, magyar király,
- Ferdinánd Miksa főherceg (1832–1867), később Mexikó császára,
- Károly Lajos főherceg (1833–1896), később Ferenc Ferdinánd trónörökös apja,
- Mária Anna Karolina főhercegnő (1835–1840),kisgyermekként meghalt.
- Egy halva született fiú (*/† 1840. október),
- Lajos Viktor főherceg (1842–1919).

Első gyermekét, Ferenc József főherceget (a későbbi császárt), Zsófia csak nagy nehézségek után, házasságának hatodik évében szülte meg, több elvetélt terhesség után. A főhercegasszonyt gyakran és hosszan kellett kezeltetni a Bad Ischl-i gyógyfürdőkben. Következő fiai, Miksa és Károly Lajos két, illetve három évvel követték bátyjukat. Lajos Viktor tizenkét évvel később jött a világra. Bécsben azt is pusmogták, hogy a két legidősebb fiú apja nem is Zsófia férje, hanem inkább Wasa Gusztáv svéd királyi herceg vagy a fiatalon elhunyt Napóleon Ferenc reichstadti herceg lehetett. Zsófiának egy lánya is született, Mária Anna Karolina (1835–1840), aki azonban négyéves korában meghalt. Nagybátyjához, Ferdinánd császárhoz hasonlóan őt is epileptikus rohamok gyötörték, amelyek végül halálához vezettek.

### Politizálás az udvari kamarillában
A kamarilla elnevezéssel általában a felelőtlen kegyencek, az önös érdekeiket érvényesítő tanácsadók szűk körét jelölték, akik a társadalmi haladás, a szabadság kibontakozása, a politikai reformok ellen befolyásolták a korlátlan hatalmú uralkodót. A kamarilla tevékenységének lényegét alkotta a titkos intrikálás, a személyes felelősség hiánya.
A bécsi császári udvar hatalmi viszonyait, belső klikkjeinek küzdelmét a korabeli magyar közvélemény csak felületesen ismerte. A 1848 sajtójában a kamarilla fogalmán a régi császári rendszer összes meghatározó vezetőjének személyét értették, és egy, a színfalak mögött létező egységes hatalmi központ létét gyanították, amely mereven szemben áll a nemzeti szabadságtörekvésekkel. Magyarországgal szemben a kamarilla-politika valóban egységesen nyilvánult meg. Az udvar belső hatalmi harcai (így például Kolowrat gróf belügyminiszter és Metternich kancellár ellentéte) nem érintették a kifelé egységesen magyarellenes és antiliberális politizálást. „Udvari kamarilla”, mint nevesített intézmény sohasem létezett.
I. Ferdinánd császár, II. Ferenc császár elsőszülött fia alkalmatlan volt az uralkodásra. Helyette Metternich kancellár és az Államértekezlet kormányzott, amelynek állandó tagjai közül kettő mindig a Habsburg-családból került ki. Ferdinánd idején valóban felelősség nélküli „tanácsadók” csoportja kormányozták a Birodalmat, e csoportot hívták kamarillának. A kormányrendszer lényegéből következően e csoport – az „udvari kamarilla” – összetétele és belső erőviszonyai állandóan változtak.
Mivel kizártnak tűnt, hogy Ferdinándnak utódja szülessék, ezért öccsét, Ferenc Károly főherceget, Zsófia férjét tekintették a császári trón várományosának. Azonban sem Ferenc Károly, sem az államértekezlet elnöke, Lajos főherceg nem mutattak érdeklődést államügyek iránt. A becsvágyó, tehetséges és kíméletlen Zsófia, „az egyetlen férfi a családban” 1848-ban fáradhatatlan intrikáival elérte, hogy az állam vezetői elfogadják azt a forgatókönyvet, hogy Zsófia férje (és a többi jogos trónörökös) kihagyásával Ferdinánd császár unokaöccsét ültessék a trónra. A főhercegné befolyása alatt álló udvari kamarilla 1848. december 2-án puccsszerűen lemondatta az uralkodót, és helyére a 18 éves Ferenc József főherceget, Zsófia főhercegné fiát helyezték.

### A császár anyjaként

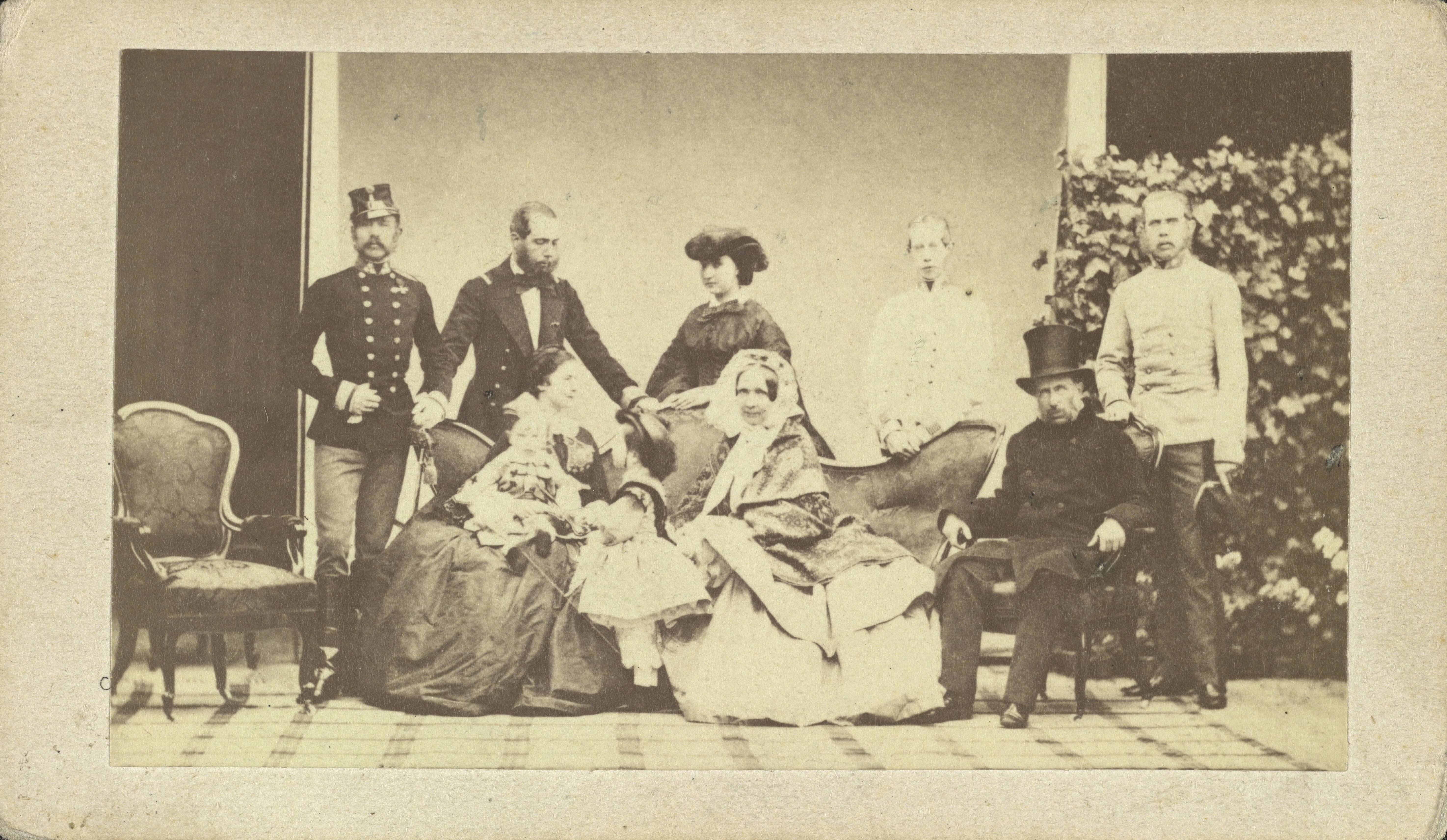
A császári család: Állnak I. Ferenc József császár, Miksa főherceg és neje, Sarolta, Lajos Viktor főherceg, Károly Lajos főherceg. Ülnek Erzsébet királyné Rudolf főherceggel és Gizella főhercegnővel, Zsófia Friderika főhercegné, Ferenc Károly főherceg (1860 körül)

1848-ban, a forradalmak válságos esztendejében az energikus és éles elméjű Zsófia főhercegné elszántsága megmentette a Habsburg birodalmat a széteséstől. A császár helyett és nevében energikusan intézkedő kamarilla kíméletlenül leverte a forradalmakat. I. Ferenc József császár uralkodásának első éveiben anyjának erőteljes befolyása alatt állt. A főhercegné az ultramontán törekvéseket – azaz a pápához való hűség és a római katolikus uralkodó család csorbítatlan és feltétlen tekintélyének elismertetését – képviselte. Ez a világnézet nem ismerte el a birodalom nemzeteinek önrendelkezési törekvéseit, és küzdött a liberalizmus mindenfajta megnyilvánulása ellen. 1848 és 1854 között a Gonzaga Eleonóra királyné által alapított Csillagkeresztes Rend védnökasszonya volt, ami a katolikus, jótékonykodó nemes asszonyok kitüntetése és szervezete volt.
A császár anyjaként Zsófia igen erős személyi hatalomra és befolyásra tett szert. Ellenszenvétől főleg a nemzeti törekvéseiket érvényesíteni kívánó magyarok szenvedtek, akikkel szemben a császár (helyesebben a császár nevében a valódi hatalmat gyakorló udvari kamarilla) a levert magyar szabadságharc után rendkívül kemény megtorló intézkedéseket foganatosított. E politika mögött a magyargyűlölő Zsófia állt, akit sok kortárs a császár rossz szellemének tartott. A Habsburg Monarchia lakói, de az udvari emberek is, titokban csak úgy emlegették Zsófiát, mint „az egyetlen férfit az udvarnál (der einzige Mann bei Hofe)”.
Erzsébet császárné, Zsófia menye sokat szenvedett anyósának szigorúságától (saját gyermekeinek nevelésének jogát is csak komoly veszekedések árán sikerült visszaszereznie). Erzsébet minden lehetséges alkalommal szembeszegült anyósával, és a magyarok pártjára állt, hogy kellemetlen szúrásokat ejtsen anyósán, akit csak gonosz nőnek („böse Frau”) hívott.
Zsófia lett első unokájának, Zsófia Friderika főhercegnőnek (1855–1857), Ferenc József és Erzsébet leányának keresztanyja. A kislánynak a nagyhatalmú nagyanya nevét adták, de sajnálatos módon a gyermek kétéves korában, egy magyarországi utazás során megbetegedett és meghalt.

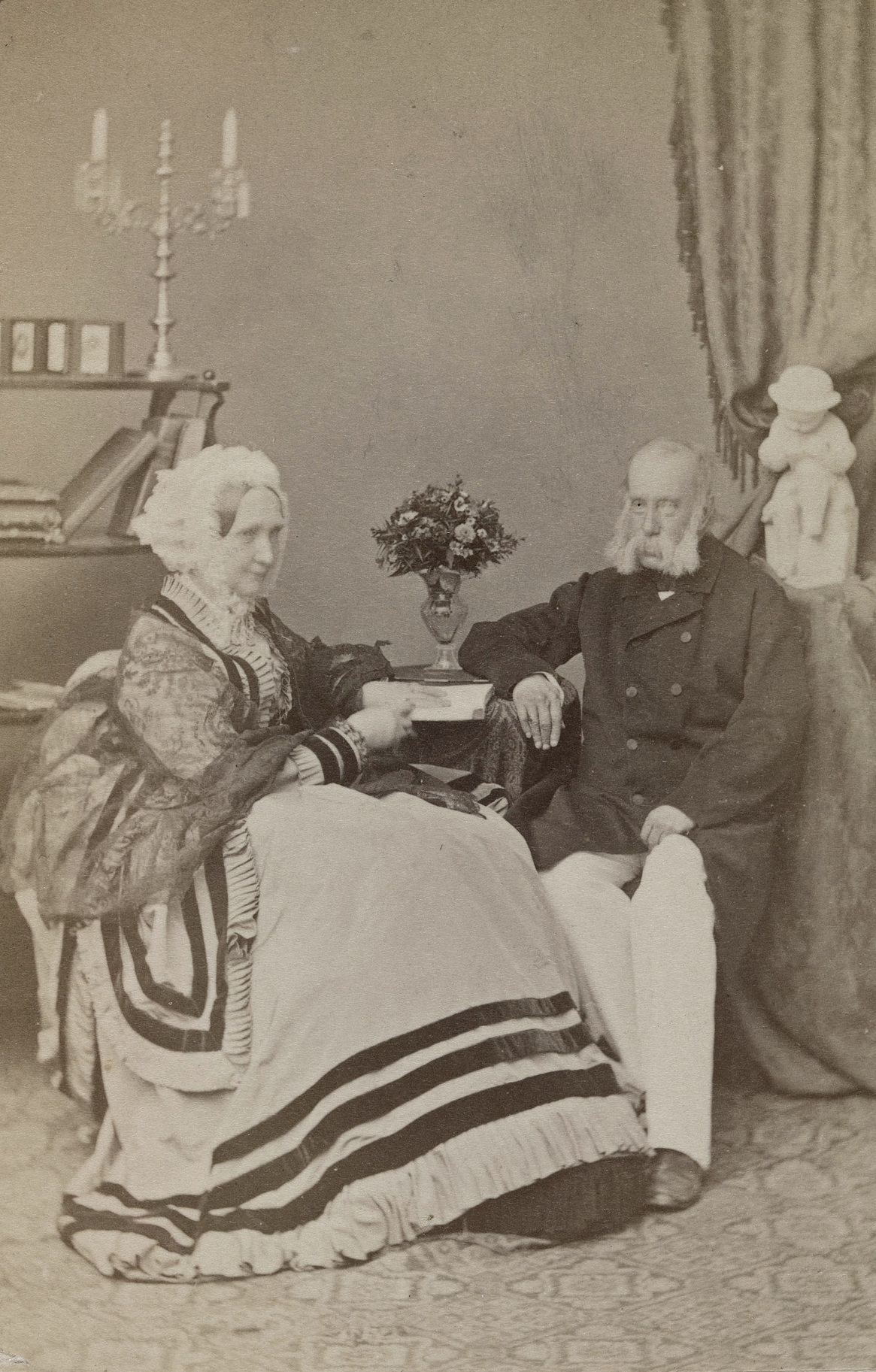
Az idős Ferenc Károly főherceg és Zsófia főhercegné

Zsófia Friderika főhercegnét, Ferenc József anyját a császár anyja (Kaiserinmutter) cím illette meg, ezt néha „anyacsászárnénak” fordítják, Zsófia esetében helytelenül.

### Idős kora, halála
1867-ben Zsófia főhercegné legkedvesebb fiát, Ferdinánd Miksa főherceget, I. Miksa mexikói császárként Mexikóban kivégezték. Ezt a csapást Zsófia soha nem heverte ki. Minden életkedvét elveszítette. Csupán öt évvel élte túl fiát. 1872. május 28-án Bécsben hunyt el, agyérgörcsök következtében, 67 éves korában. A bécsi kapucinusok templomának császári kriptájában (Kapuzinergruft) helyezték végső nyugalomra, szeretett Miksa fia, és az 1832-ben, 21 éves korában elhunyt Napóleon Ferenc reichstadti herceg mellé. A reichstadti herceg szarkofágját 1940-ben Hitler utasítására elszállították a (nácik által megszállt) Franciaországba, és a párizsi Invalidusok dómjában helyezték el apjának, I. Napóleon francia császárnak sírhelye mellé. Zsófia legfiatalabb fia, Lajos Viktor főherceg homoszexuális hajlamú volt, ezt főhercegi rangjához méltatlannak ítélték, és száműzték az udvartól, őt a Salzburg melletti Siezenheimben temették el.